# Херсонський проїзд
Херсонський проїзд — проїзд в центрі Санкт-Петербурга, що проходить від Херсонської вулиці до Синопської набережної.

## Історія
Назва відома з 1936 року. Проїзд отримав назву від сусідньої Херсонської вулиці.

## Об'єкти
- будинок № 1 — Бадаєвський хлібозавод (найбільший хлібозавод компанії «Каравай»);
- будинок № 2 — Державне унітарне автотранспортне підприємство «Смольнінське»;
- Північно-Західний Телеком;
- будинок № 4 — АЗС «Лукойл».